# Karin O’Reilly Clashing
Karin Alejandra O’Reilly Clashing (* 21. August 1992 in San José, Costa Rica) ist eine ehemalige antiguanische Schwimmerin. 

## Karriere
Karin O’Reilly Clashing trat bei den Olympischen Sommerspielen 2012 in London an. Im Wettkampf über 50 m Freistil gewann sie mit einer Zeit von 30,02 s ihren Vorlauf. Jedoch konnte sie sich mit dieser Zeit nicht für die folgenden Runden qualifizieren und kam im Endklassement auf Platz 55. Darüber hinaus war sie bei der Abschlusszeremonie der Spiele Fahnenträgerin ihres Landes.
Karin O’Reilly Clashing nahm zudem an den Schwimmweltmeisterschaften 2009 und 2011 teil. Außerdem startete sie bei den Commonwealth Games 2010 und den Panamerikanischen Spielen 2011.

## Familie
Ihre Mutter Edith O’Reilly Clashing ist ihre Trainerin und Gründungsmitglied des Wadadli Aquatic Racers Swim Club. Ihre Schwester Christal O’Reilly Clashing trat bei den Olympischen Spielen 2004 in Athen ebenfalls über 50 m Freistil an.